# 日産・バサラ
バサラ（BASSARA）は、日産自動車で製造・販売されていたミニバン型の乗用車である。

## 概要
1999年10月に開催された第33回東京モーターショーで参考出品され、同年11月4日に発売された。
U30型系プレサージュ（1998年6月発売）とはフロント及びリアのデザインのみが異なる姉妹車であり、プレサージュがブルーステージで販売されたのに対し、本車はレッドステージで販売されていた。内装や各ピラー・外板パネルなども同一（フェンダー部はランプ、バンパー形状の差で異なる）であるが、プレサージュがメッキのスリットタイプのグリルで日本人志向に合わせた様なデザインとなっているのに対し、バサラは格子状の太線のメッキグリル等でアメリカ車を彷彿とさせるデザインとなっている。
搭載エンジンは、KA24DE型 2.4 L 直列4気筒DOHC、YD25DDTi型 2.5 L 直列4気筒DOHC直噴ディーゼルターボ、VQ30DE型 3.0 L V型6気筒DOHCの3機種。オーテックジャパンの手による特別仕様車「アクシス」も設定された。

## 年表
- 1999年11月4日 - 発売。
- 2000年4月3日 - 「ツーリング」シリーズを発売[4]。
  - 6月6日 - 特別仕様車「NAVIエディション」を発売[5]。
  - 6月8日 - kid'sバージョン発売[6]。「Kids（キッズ）バージョン」シリーズのシート地は、汚れがつきにくく日常的な汚れなどは簡単に拭きとれる専用シート生地「カブロン(R)(合皮)」を採用したほか、キッズバージョン統一デザインとした。
  - 11月1日 - 一部改良[7]。新グレード「Jスプレンド」を追加。
- 2001年8月29日、マイナーチェンジを実施[8]。搭載エンジンは、QR25DE型 2.5 L 直列4気筒DOHCとVQ30DE型の2機種となり、ディーゼル車は廃止。「ハイウェイスター」が追加された。また、オーテックジャパンによる特別仕様車「アクシス」が「ライダー」に代わり設定された。
- 2003年6月、プレサージュのフルモデルチェンジを翌月に控え、同車に統合される形で生産・販売終了となった。

| アクシス（フロント） |  | アクシス（リア） |
| アクシス（フロント） |  | アクシス（リア） |

## 車名の由来
「バサラ」はサンスクリット語の「ヴァジャラ（vajra）」（魔人を降伏させるダイヤモンドの意）から付けられた。なお、この語は日本語にもなっている。(→ばさら)